# BUG FILMS
BUG FILMS INC. (株式会社バグフィルム Kabushiki-gaisha Bagu Firumu?), es un estudio de animación japonés fundado en 2021.

## Historia
Fundada como subsidiaria de Twin Engine, en septiembre de 2021, por Hiroaki Kojima, quien trabajó como productor para OLM en Mix, Major 2nd y Komi-san wa, Komyushō desu..
En el momento de su establecimiento, el director ejecutivo Kojima dijo: "Comencé Bug Film porque quería crear algo que fuera valioso para quienes lo vieran. Todos los días, se crean innumerables obras de animación en todo el mundo. Me gustaría desafiar siempre nuevas expresiones sin dejarse llevar por las tendencias”.
Además, con el establecimiento de la empresa, la empresa matriz Twin Engine planea "fortalecer la línea de producción con miras a la expansión global".
Su primer trabajo como animador principal es la adaptación al anime del manga Zom 100: Zombie ni Naru made ni Shitai 100 no Koto.

## Obras

### Series de televisión
| Año  | Título                                             | Director       | Fecha de primera transmisión | Fecha de última transmisión | Eps. | Notas                                                                    | Refs.                          |
| ---- | -------------------------------------------------- | -------------- | ---------------------------- | --------------------------- | ---- | ------------------------------------------------------------------------ | ------------------------------ |
| 2023 | Zom 100: Zombie ni Naru made ni Shitai 100 no Koto | Kazuki Kawagoe | 9 de julio de 2023           | 26 de diciembre de 2023     | 12   | Adaptación del manga escrito por Haro Aso e ilustrado por Kotaro Takata. | [ 7 ] [ 6 ] [ 8 ] [ 9 ] [ 10 ] |
| 2025 | Tongari Bōshi no Atelier                           | Ayumu Watanabe | 2025                         | —                           | —    | Adaptación del manga escrito e ilustrado por Kamome Shirahama.           | [ 11 ]                         |

### Como colaborador
- Komi-san wa, Komyushō desu. (producción principal: OLM; Asistente de producción (ep. 1), 2021)[12][13]
- Summer Time Rendering (producción principal: OLM; Producción de animación (OP2; ED2), Avance de producción (ep. 23), Asistencia de producción (eps. 15, 23), 2022)[14][13]